# Arrest Oude Kijk in 't Jatstraat

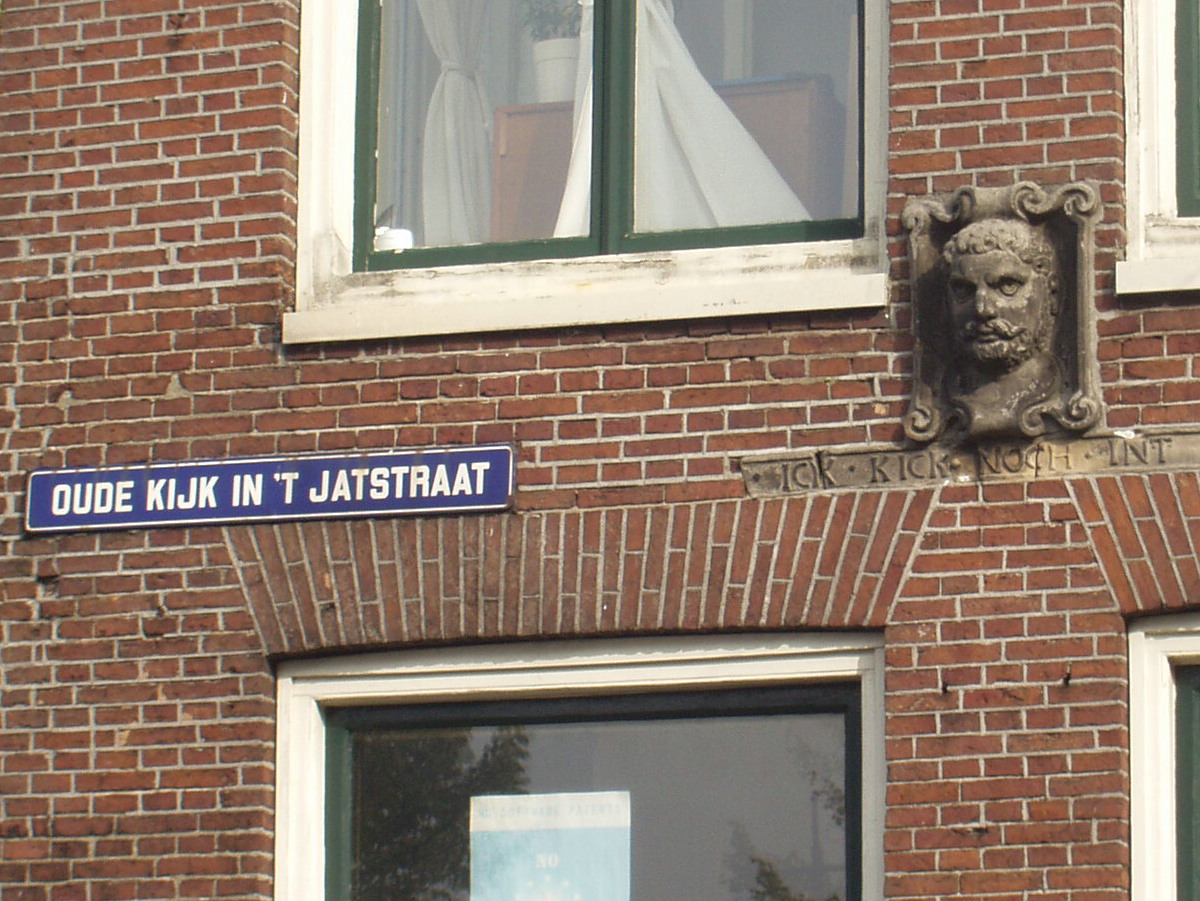

Het arrest Oude Kijk in 't Jatstraat (HR 15 februari 1932, NJ 1932, p. 289) is een arrest van de Nederlandse Hoge Raad dat betrekking heeft op het onderscheid tussen eendaadse versus meerdaadse samenloop.

## Casus
Een bestuurder was onder invloed van alcohol en reed terwijl het donker was in een auto zonder de verlichting daarvan  te hebben ontstoken. Hij werd aangehouden in de Oude Kijk in 't Jatstraat, een winkelstraat in het centrum van Groningen.

## Rechtsvraag
Gaat het in dit geval om eendaadse of meerdaadse samenloop? (meerdaadse)

## Procesgang
De feitenrechter concludeerde tot eendaadse samenloop. Conform gevestigde rechtspraak werd het rijden onder invloed en het zonder licht rijden destijds gezien als één 'materiële handeling'.
De Hoge Raad kwam tot de conclusie van meerdaadse samenloop. De Hoge Raad oordeelde dat hier sprake was van twee strafbare feiten, onder andere omdat rijden onder invloed de toestand van de persoon betreft, terwijl het rijden zonder licht de auto betreft. Beide feiten kunnen los van elkaar worden gedacht, en elk van beide feiten levert op zichzelf een zelfstandige overtreding van verschillend karakter op. Vooral dit laatste argument is doorslaggevend: (een verschil in) de juridische strekking van de strafbepalingen waaronder het feitelijk gebeuren kan worden gekwalificeerd.

## Tot besluit
In dit arrest wordt gebroken met de gedachte dat de gelijktijdigheid, waarmee de verschillende strafbepalingen worden overtreden, een beslissend criterium is voor de eendaadse samenloop. De nieuwe leer van de Hoge Raad wordt aangeduid met de term "aspectenleer".